# Helmut Dölker
Helmut Dölker (* 5. August 1904 in Stuttgart; † 25. August 1992 in Esslingen) war ein deutscher Historiker, Volkskundler und Denkmalpfleger.

## Leben und Wirken
Helmut Dölker legte 1923 am Karlsgymnasium in Stuttgart die Abiturprüfung ab. Anschließend studierte er die Fächer Deutsch, Englisch und Geschichte an den Universitäten Tübingen, Berlin und London. Bei Karl Bohnenberger in Tübingen, der sein Interesse auf die Mundart-, Namens- und Heimatforschung lenkte, promovierte er 1933 über die Flurnamen der Stadt Stuttgart. Anschließend war er als Gymnasiallehrer am Johannes-Kepler-Gymnasium in Bad Cannstatt tätig. Nach Wehrdienst und Kriegsgefangenschaft übte er verschiedene berufliche Tätigkeiten aus: Von 1946 bis 1969 leitete er die Württembergische Landesstelle für Volkskunde und war Vorsitzender des Württembergischen Geschichts- und Altertumsvereins. Seit 1955 bis zu seiner Pensionierung 1969 leitete er das Staatliche Amt für Denkmalpflege in Stuttgart. In seine Amtszeit fielen bedeutende Wiederaufbauprojekte in Württemberg wie z. B. das Alte und Neue Schloss in Stuttgart, das Schloss Langenburg oder die bauliche Sicherung der Klosterkirche Neresheim. Außerdem betrieb er die 1963/64 erfolgte Einrichtung einer Abteilung Archäologie des Mittelalters in der Denkmalpflegebehörde. Von 1949 bis 1986 war Dölker Vorstandsmitglied im Schwäbischen Heimatbund. Außerdem hielt er Lehrveranstaltungen an verschiedenen berufspädagogischen Einrichtungen ab und versah von 1949 bis 1970 einen Lehrauftrag für Volkskunde an der Universität Tübingen, seit 1952 als Honorarprofessor. Einige Jahre leitete er dort das dortige Ludwig-Uhland-Institut.

## Werke (Auswahl)
- Die Flurnamen der Stadt Stuttgart in ihrer sprachlichen und siedlungsgeschichtlichen Bedeutung (Tübinger germanistische Arbeiten, Bd. 16). Kohlhammer, Stuttgart 1933 (= Dissertation Universität Tübingen) (Nachdruck: Konrad Theiss Verlag, Stuttgart 1982, ISBN 3-8062-0784-4).

Festschrift
- Zur Geschichte von Volkskunde und Mundartforschung in Württemberg. Helmut Dölker zum 60. Geburtstag (Volksleben, Bd. 5). Geburtstag. Tübinger Vereinigung für Volkskunde, Tübingen 1964
- Zeitschrift für Württembergische Landesgeschichte, Jg. 43 (1984) (= Festschrift für Helmut Dölker)